# Arbeitsgemeinschaft für wirtschaftliche Verwaltung
Die Arbeitsgemeinschaft für wirtschaftliche Verwaltung e.V. (AWV) ist ein gemeinnütziger Verein bürgerlichen Rechts. Sie wird aufgrund eines Beschlusses des Deutschen Bundestages vom Bundesministerium für Wirtschaft und Energie (BMWE) gefördert.

## Verein
Zu den zentralen Zielen des Vereins zählen der Bürokratieabbau und die Digitalisierung in Wirtschaft und Verwaltung. Die AWV unterstützt dabei insbesondere die Optimierung interner Abläufe und bestehender Schnittstellen zwischen den Sektoren. In diesem Zusammenhang wird besonders die Digitalisierung administrativer Prozesse in Wirtschaft, Verwaltung und Drittem Sektor gefördert. Besonderes Augenmerk liegt auch auf den Anforderungen an kleine und mittlere Unternehmen (KMU). Die Arbeit der AWV basiert auf einem breiten Netzwerk an ehrenamtlichen Führungs- und Fachkräften. Der fachliche Austausch ist sektoren-, branchen- und verwaltungsübergreifend organisiert. Zu den Mitgliedern der AWV zählen neben Verbänden und Behörden zahlreiche große wie auch kleine und mittelständische Unternehmen. Sitz des Vereins ist Eschborn bei Frankfurt am Main. Der Etat des Vereins wird vorwiegend aus Mitteln des Bundesministeriums für Wirtschaft und Klimaschutz bereitgestellt.

## Geschichte
Seit Gründung der AWV (zunächst als „Ausschuß für Wirtschaftliche Verwaltung e.V.“ des RKW) im Jahr 1926 in Berlin befasst sich der Verein mit der Optimierung administrativer Prozesse an den Schnittstellen zwischen Wirtschaft und Verwaltung. Sowohl in der Zwischenkriegszeit als auch nach der Wiedergründung am 26. September 1950 hatte die AWV als Mittlerin zwischen Staat und Wirtschaft maßgeblichen Anteil an der Verwirklichung von Rationalisierungsansätzen, der Implementierung moderner Büroorganisation, der Einführung moderner Techniken und der wirtschaftskompatiblen Umsetzung von Normen sowie anderer rechtlicher und gesetzlicher Vorgaben in der Verwaltung. Als frühe Beispiel seien hier die „Richtlinien für das Maschinenschreiben“, die in enger Zusammenarbeit mit dem „Deutschen Normenausschuß“ (DNA) entstanden und erstmals 1930 erschienen sind, sowie die Broschüren zur „Einheitsbuchführung“, die, basierend auf dem Schmalenbachschen Kontenrahmen, für verschiedene Wirtschaftszweige erarbeitet und zwischen 1928 und 1930 veröffentlicht worden sind, genannt.

## Arbeitsweise
Der Verein ist in sechs Fachausschüssen organisiert, denen wiederum insgesamt rund 40 Arbeitsgremien zugeordnet sind. Die Ergebnisse der Arbeit werden beispielsweise über Fachveranstaltungen, Fachpublikationen, das von der AWV herausgegebene Periodikum „AWV-Informationen“ und Internetauftritte bereitgestellt.
Folgende Arbeitskreise stellen Informationen und Ergebnisse über jeweils einen eigenen Internetauftritt zur Verfügung:
- Forum elektronische Rechnung Deutschland (FeRD)[3]
- eXTra-Standard[4]